# Kapp-Putsch

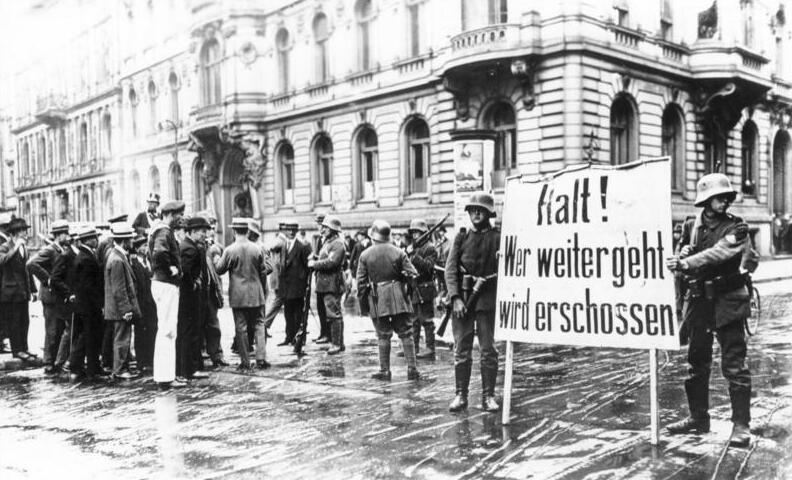
Putschende Soldaten mit Transparent „Halt! Wer weitergeht wird erschossen“ am Wilhelmplatz vor dem abgeriegelten Regierungsviertel

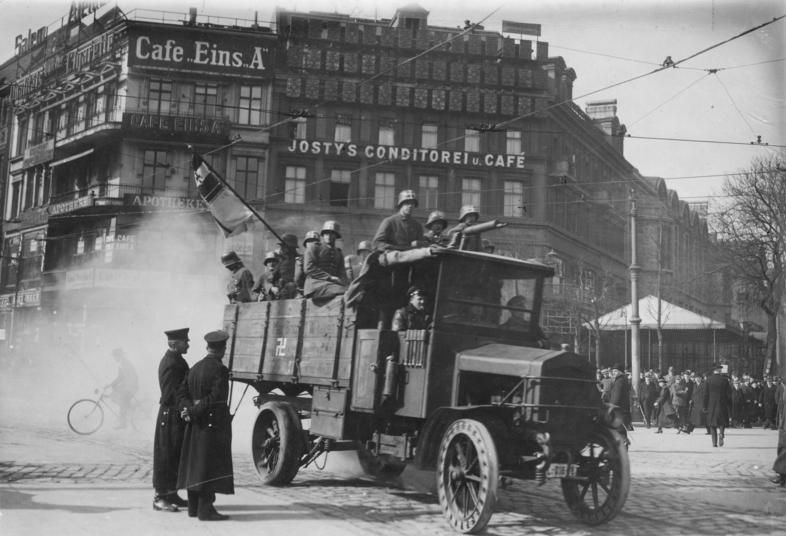
Kapp-Putschisten am Potsdamer Platz in Berlin

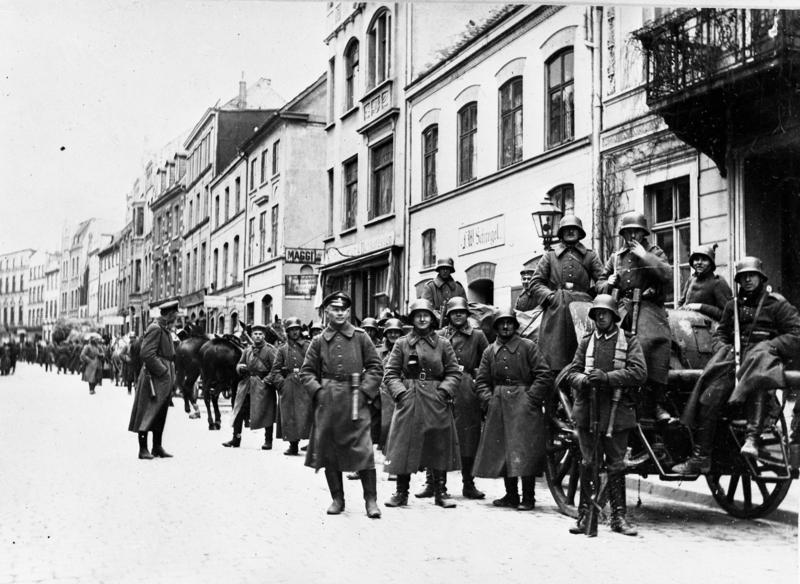
Freikorps Roßbach während des Kapp-Putsches in Wismar

Der Kapp-Putsch (auch Kapp-Lüttwitz-Putsch, selten Lüttwitz-Kapp-Putsch) vom 13. März 1920 war ein nach 100 Stunden (am 17. März) gescheiterter konterrevolutionärer Putschversuch gegen die nach der Novemberrevolution geschaffene Weimarer Republik. Anführer war General Walther von Lüttwitz mit Unterstützung von Erich Ludendorff, während Wolfgang Kapp mit seiner „Nationalen Vereinigung“ nur eine Nebenrolle spielte.
Der Putschversuch brachte das republikanische Deutsche Reich an den Rand eines Bürgerkrieges und zwang die sozialdemokratischen Mitglieder der Reichsregierung zur Flucht aus Berlin. Die meisten Putschisten waren aktive Reichswehrangehörige oder ehemalige Angehörige der alten Armee und Marine, insbesondere der Marinebrigade Ehrhardt, die sich nach dem Ersten Weltkrieg in reaktionären Freikorps organisierten, sowie Mitglieder der Deutschnationalen Volkspartei (DNVP).
Einen großen Anteil am Scheitern des Putsches hatte, neben der Verweigerung der Regierungsbürokratie und der Uneinigkeit der Militärs über die eigentliche Zielsetzung des Putsches, der folgende Generalstreik, der größte in der deutschen Geschichte.

## Vorgeschichte
Der Putschversuch richtete sich gegen die von SPD, Zentrum und DDP getragene Regierung unter Gustav Bauer (SPD). Allerdings bestand zwischen den Beteiligten keine Einigkeit über die Ziele, was vor allem auch an dem überstürzten Beginn und den ungenügenden Vorbereitungen lag. So gab es besonders zwischen den Hauptverantwortlichen Kapp und Lüttwitz erhebliche Differenzen.
Als am 10. Januar 1920 der Friedensvertrag von Versailles in Kraft trat, versuchte die Regierung Bauer, dessen Erfüllung abzuschwächen, musste ihm aber im Wesentlichen entsprechen. Große Teile des Offizierskorps der Reichswehr und die Angehörigen der nationalistisch orientierten Freikorps wollten die Reduzierung der Reichswehr auf 100.000 Mann – und damit ihre Entlassung – nicht hinnehmen.
Der Kommandierende General des Reichswehr-Gruppenkommandos 1 in Berlin, Walther Freiherr von Lüttwitz, stellte sich an die Spitze der militärischen Opposition gegen die Regierung. Die politische Führung sollte der preußische Generallandschaftsdirektor Wolfgang Kapp übernehmen, der im Krieg Gründungsmitglied der Deutschen Vaterlandspartei gewesen war.

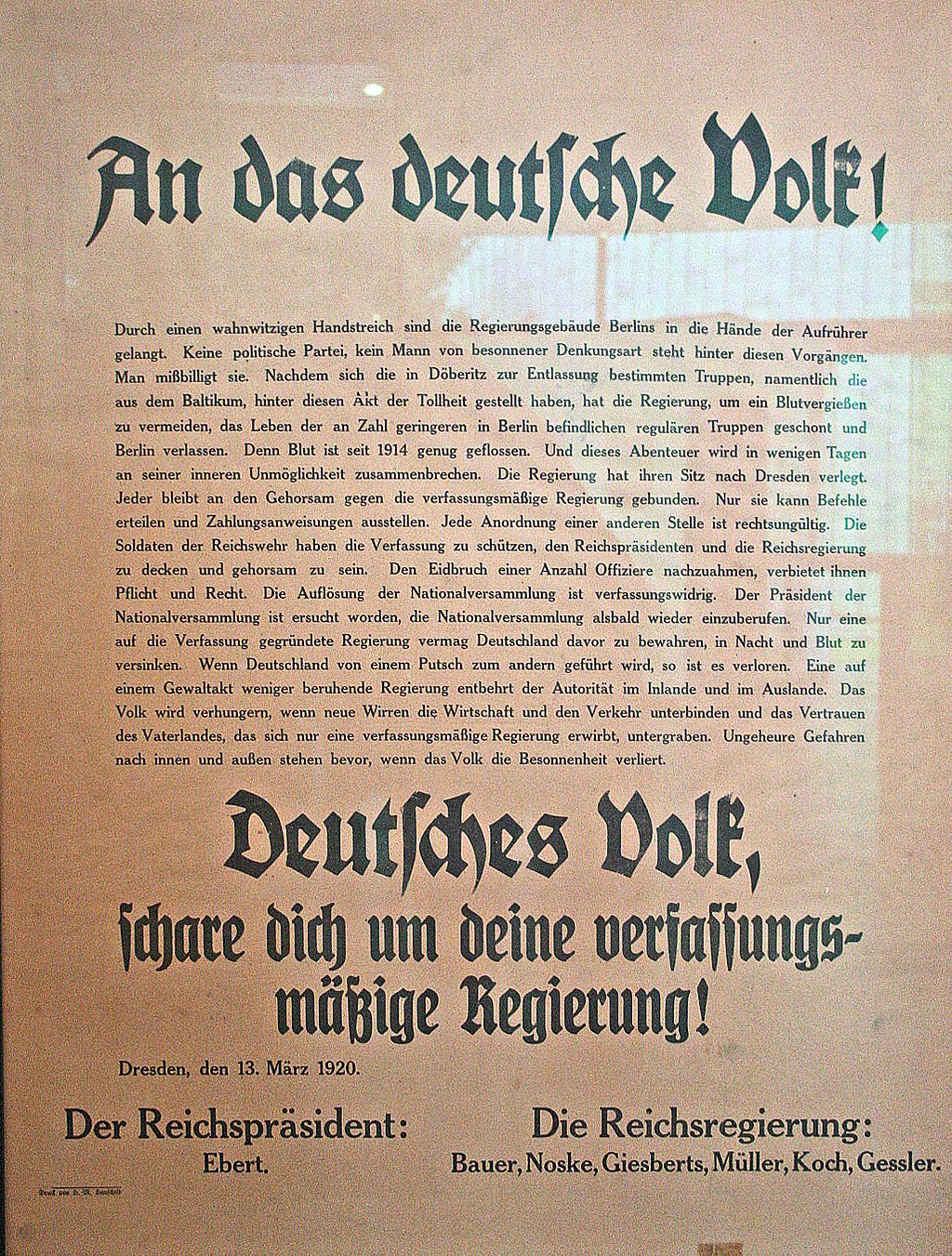
Plakat der Reichsregierung gegen den Kapp-Putsch, 1920

Die Reichsregierung selbst bemühte sich, den Abbau der bewaffneten Kräfte hinauszuzögern, da sie sich auf die Truppen angewiesen sah, um der heftigen sozialen Unruhen im Reich Herr zu werden. So kam es unter anderem um das Betriebsrätegesetz am 13. Januar 1920 zu einem Blutbad vor dem Reichstag. Zudem war die Frage der Grenzen des Reiches im Osten noch nicht geklärt; polnische Nationalisten versuchten, in Aufständen in Oberschlesien vor den anstehenden Volksabstimmungen Tatsachen zugunsten Polens zu schaffen.

## Hintergrund
Als Gründe für den Putsch werden die Republikfeindlichkeit und die Frustration vieler früherer Soldaten angeführt, die nun in etwa 120 Freikorps organisiert waren.
Konkreter Auslöser war am 29. Februar die Verfügung von Reichswehrminister Gustav Noske, die Marinebrigade Ehrhardt aufzulösen, da am 10. Januar 1920 der Versailler Friedensvertrag in Kraft getreten war, welcher das deutsche Heer auf 100.000 Mann sowie die Marine auf 15.000 Mann beschränkte. Dies bedeutete einen massiven Personalabbau der etwa 400.000 Mann starken Reichswehr von 1919, und die meisten der damaligen Freikorps sollten aufgelöst werden. In diesem Punkt spielten aber die Führer der Freikorps nicht mit; die politischen Generäle waren nicht gewillt, auf die Instrumente ihrer politischen Macht zu verzichten, und so kam es zu dem militärischen Staatsstreich vom 13. März 1920.
Insbesondere kämpften die sogenannten Baltikum-Freikorps (aus denen sich die Marinebrigade Ehrhardt zu einem Teil zusammensetzte) zusammen mit der Baltischen Landeswehr auch nach dem Krieg weiterhin gegen die vorrückende Rote Armee Sowjetrusslands. Dies wurde von den Alliierten geduldet. Nach der Eroberung der lettischen Hauptstadt Riga im lettischen Unabhängigkeitskrieg im Mai 1919 galt der Auftrag als erfolgreich erfüllt. Der folgende Abzugsbefehl wurde von den Freikorps ignoriert. Erst als die Reichsbehörden den Nachschub unterbrachen, gaben die Freikorps auf. Die von ihrer Regierung enttäuschten Soldaten trafen sich mit der 1919 gegründeten Nationalen Vereinigung, einer Nachfolgeorganisation der Deutschen Vaterlandspartei aus dem Ersten Weltkrieg, in der Wolfgang Kapp und Hauptmann Waldemar Pabst den Ton angaben. Sie diente vor allem der Koordination der bereits bestehenden nationalistischen Oppositionsgruppen.
Die Marinebrigade Ehrhardt war militärisch eine Eliteeinheit und politisch extrem regierungs- und republikfeindlich. Am Tag nach Noskes Auflösungsverfügung hielt die Brigade eine große Parade ab, ohne Einladung des Reichswehrministers, auf der General von Lüttwitz erklärte: „… Ich werde nicht dulden, dass mir eine solche Kerntruppe in einer so gewitterschwülen Zeit zerschlagen wird. …“ Damit kündigte er der Regierung öffentlich den Gehorsam auf.

## Ablauf

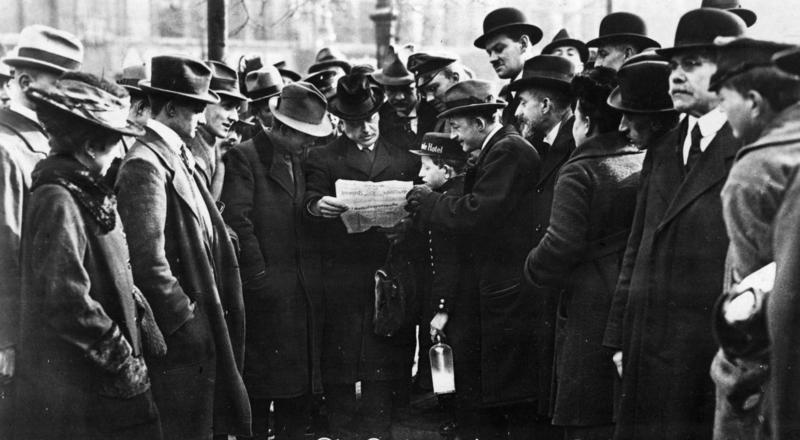
Extrablatt der Vossischen Zeitung mit ersten Nachrichten über den Putsch

In den nächsten Tagen übertrug Noske den Oberbefehl über die Brigade Ehrhardt an die Marineführung, in der Hoffnung, dass diese seinen Auflösungsbefehl durchführen werde.
Lüttwitz nahm Anfang März Kontakt zu führenden Politikern der rechtskonservativen DNVP und der nationalliberalen DVP, Oskar Hergt und Rudolf Heinze, auf. Er setzte sie von seinen Forderungen in Kenntnis (Neuwahlen zum Reichstag und Direktwahl des Reichspräsidenten) und wies auf die Möglichkeit eines Putsches hin. Seine Forderungen stimmten weitgehend mit denen der beiden Parteien überein. Hergt und Heinze versprachen, auf eine Lösung in der noch als Parlament fungierenden Weimarer Nationalversammlung hinzuwirken. Gleichzeitig forderten sie Lüttwitz auf, seine Putschpläne vorerst zurückzustellen. Der von beiden Fraktionen am 9. März eingebrachte Entschließungsantrag fand jedoch keine Mehrheit. Die schon länger kursierenden Putschgerüchte waren von Reichswehrminister Gustav Noske ignoriert worden.
Am Mittwoch, dem 10. März sprach General von Lüttwitz bei Reichspräsident Ebert vor und forderte ultimativ die Rücknahme des Auflösungsbefehls. Gleichzeitig trug er verschiedene politische Forderungen vor, darunter die sofortige Auflösung der Nationalversammlung und Neuwahlen zum Reichstag. Ebert wies im Beisein Noskes diese Forderungen ab und verlangte von dem General seinen Rücktritt in den nächsten 24 Stunden. Der Chef des Heerespersonalamtes General Ritter und Edler von Braun wurde angewiesen, Lüttwitz unter Beförderung zum Generaloberst zum Ausscheiden aus dem Dienst zu bewegen. Da der freiwillige Rücktritt ausblieb, wurde Lüttwitz am 11. März durch Noske wegen Insubordination gegenüber den zivilen Reichsbehörden zur Disposition gestellt.

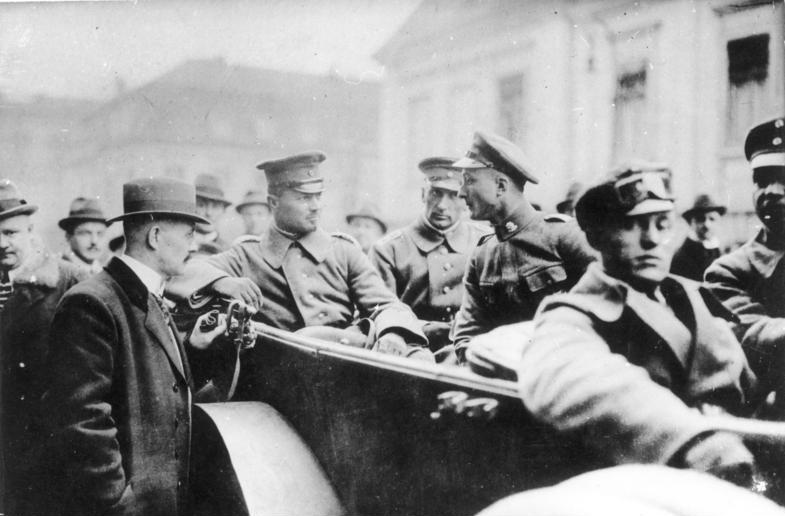
Korvettenkapitän Hermann Ehrhardt (links, im Auto sitzend) beim Einmarsch seiner Marinebrigade am 13. März in Berlin

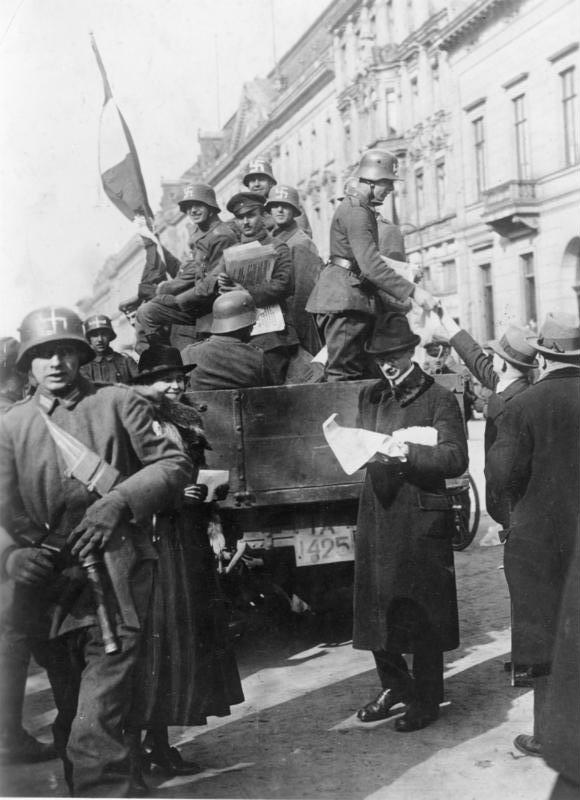
Angehörige der Marinebrigade Ehrhardt am 13. März in Berlin, Flugblätter verteilend; deutlich sichtbar die Hakenkreuze auf den Helmen der Soldaten

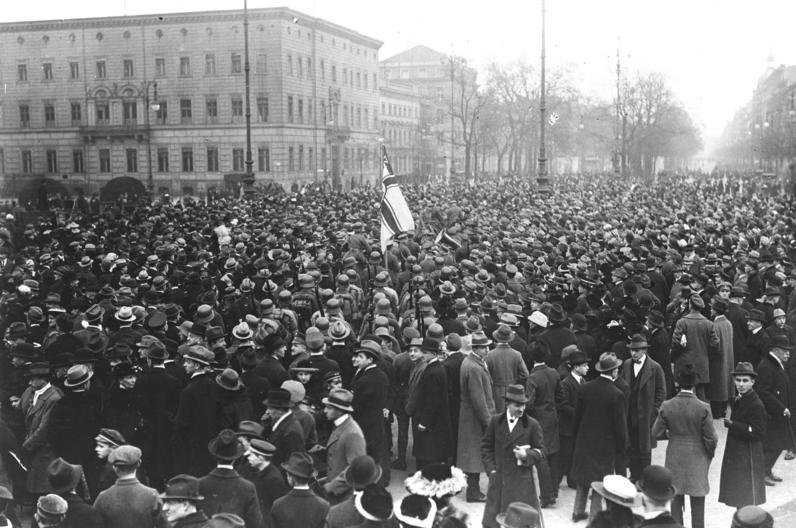
Marinebrigade Ehrhardt; nach Besetzung Berlins

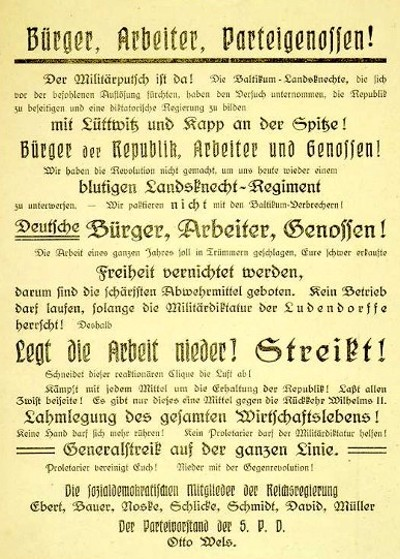
SPD-Flugblatt mit dem Aufruf zum Generalstreik

General von Lüttwitz lehnte es ab, seine Entlassung einzureichen, und fuhr stattdessen nach Döberitz zur Brigade Ehrhardt. Dort gab er Ehrhardt den Befehl zum Marsch auf Berlin. Erst danach informierte er die Verschwörergruppe der „Nationalen Einheit“ um Kapp, Waldemar Pabst und Ludendorff. Sie sollten sich dafür bereithalten, Sonnabend früh in Berlin die Regierung zu übernehmen.
Bereits Freitagabend kursierten entsprechende Gerüchte in der Reichshauptstadt; selbst Berliner Abendzeitungen brachten Meldungen über einen bevorstehenden Putsch der Brigade Ehrhardt, sodass Noske zwei Regimenter Sicherheitspolizei und ein Regiment Reichswehr in das Regierungsviertel beorderte, um es gegebenenfalls militärisch zu verteidigen. Doch die verantwortlichen Offiziere dieser drei Regimenter teilten noch in derselben Nacht den anderen in und um Berlin stehenden Truppenteilen mit, dass sie nicht gewillt seien, Noskes Befehl zur Verteidigung der Regierungsgebäude Folge zu leisten.
In der Nacht auf den 13. März setzte sich die Brigade Ehrhardt nach Berlin in Marsch, feldmarschmäßig, wie in Feindesland. Viele Soldaten trugen als Ausdruck ihrer völkischen Gesinnung ein weiß gemaltes Hakenkreuz auf dem Helm. Ab 23:00 Uhr wurde die Regierung über den Anmarsch der Brigade Ehrhardt informiert; es brach hektische Betriebsamkeit aus. Noske hielt eine Kommandeurssitzung ab, auf der er erfuhr, dass das Regierungsviertel durch die drei Kompanien nicht verteidigt und sein Schießbefehl nicht befolgt werden würde. Gleichzeitig fand unter Eberts Leitung in der Reichskanzlei eine Kabinettssitzung statt, auf der beschlossen wurde, dass die Regierung aus Berlin fliehen und ein Aufruf zum Generalstreik erfolgen solle. Beide Beschlüsse wurden mit Mehrheit, nicht einstimmig gefasst. Justizminister und Vizekanzler Eugen Schiffer (DDP) schloss sich nicht der Flucht an, während der Aufruf zum Generalstreik nur von den sozialdemokratischen Ministern unterzeichnet wurde. Um 06:15 Uhr wurde die Sitzung unterbrochen, und die Minister flüchteten mit im Hof bereitgestellten Autos. Zehn Minuten später marschierte die Brigade Ehrhardt mit Gesang durch das Brandenburger Tor.
Die sozialdemokratischen Mitglieder der Regierung begaben sich zunächst nach Dresden zu Noskes altem „Städteeroberer“, dem dortigen Wehrkreisbefehlshaber Georg Maercker. Sie nahmen an, dort sicher zu sein. Maercker hatte jedoch schon telegrafisch aus Berlin den Befehl erhalten, die Minister bei ihrer Ankunft in „Schutzhaft“ zu nehmen. Nur die zufällige Anwesenheit des Fraktionsvorsitzenden der DVP, Rudolf Heinze, konnte Maercker von seinem Vorhaben abbringen. Dennoch zogen es Ebert und Noske vor, weiter nach Stuttgart zu fliehen, wo das Militär bisher ruhig geblieben war. In Berlin blieben nur wenige Regierungspolitiker zurück, darunter Justizminister und Vizekanzler Schiffer (DDP) und der Zentrumsvorsitzende Karl Trimborn, die später die Verhandlungen mit den Putschisten führten.
Die meuternden Truppen proklamierten Kapp zum Reichskanzler. Mit am Putsch beteiligt waren der ehemalige Berliner Polizeipräsident Traugott von Jagow, Oberst Max Bauer, Hauptmann Waldemar Pabst und der Pfarrer und DNVP-Politiker Gottfried Traub.
In einer Besprechung zwischen Noske, dem Chef der Heeresleitung Walther Reinhardt und dem Chef des Truppenamtes Hans von Seeckt sprach sich nur Reinhardt für den Einsatz regierungstreuer Truppen gegen die Putschisten aus, während Seeckt dies ablehnte. Häufig wird Seeckts Antwort mit den Worten „Truppe schießt nicht auf Truppe“ bzw. „Reichswehr schießt nicht auf Reichswehr“ zitiert. Auch wenn dafür Belege fehlen, äußerte er sich sinngemäß so, da er befürchtete, dass dies die Zerstörung der von ihm aufgebauten Reichswehr bedeuten würde. Seeckt meldete sich zu Beginn des Putsches krank und beteiligte sich von zu Hause aus insgeheim an dessen Liquidierung. Die Truppen des Gruppenkommandos 1 in den östlichen und nördlichen Teilen des Reiches folgten anfangs weitgehend den Befehlen ihres unmittelbaren Vorgesetzten Lüttwitz, während die des Gruppenkommandos 2 in Westdeutschland sich abwartend verhielten. Ähnlich gespalten war die Reichswehrführung in Berlin.

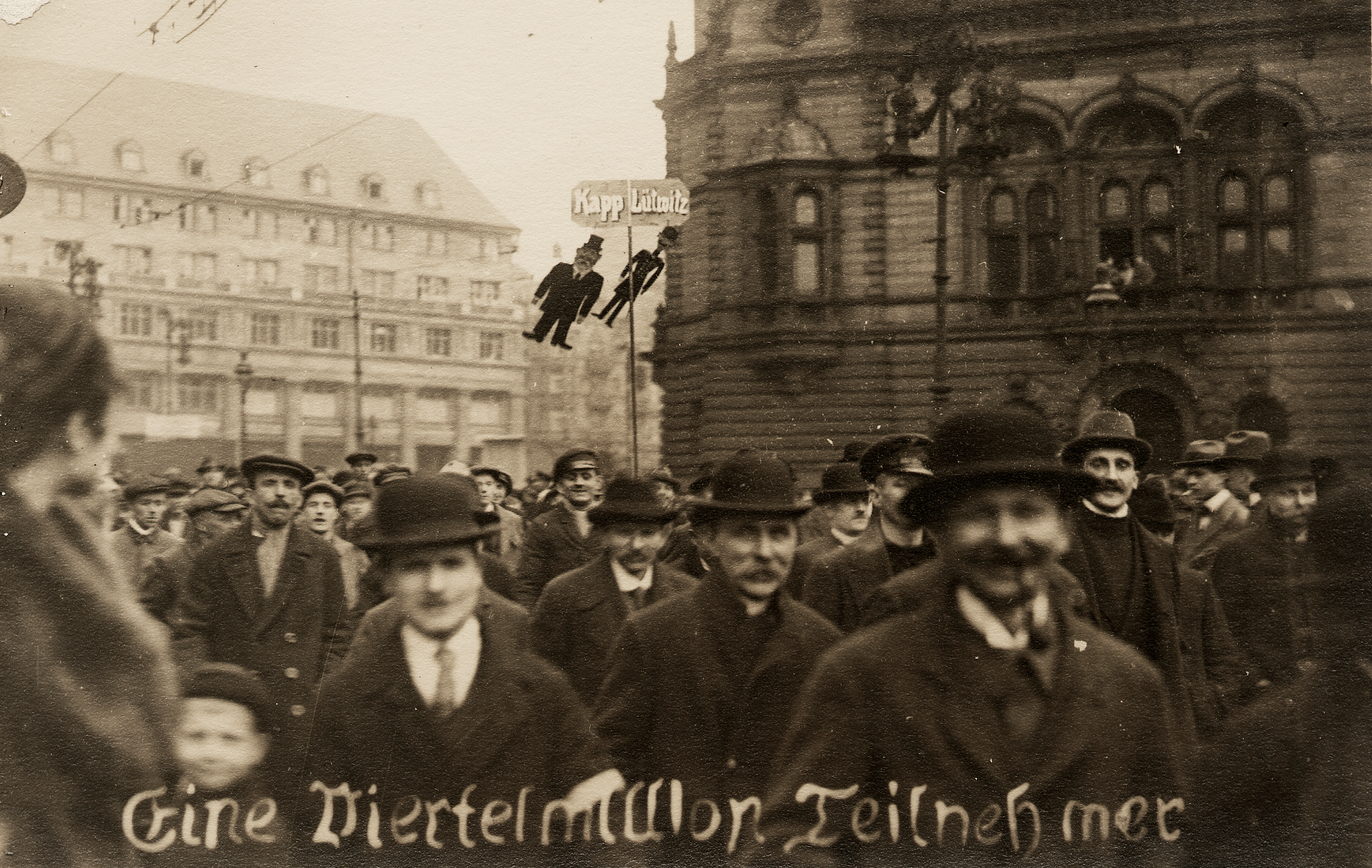
Demonstration in Berlin gegen den Kapp-Putsch

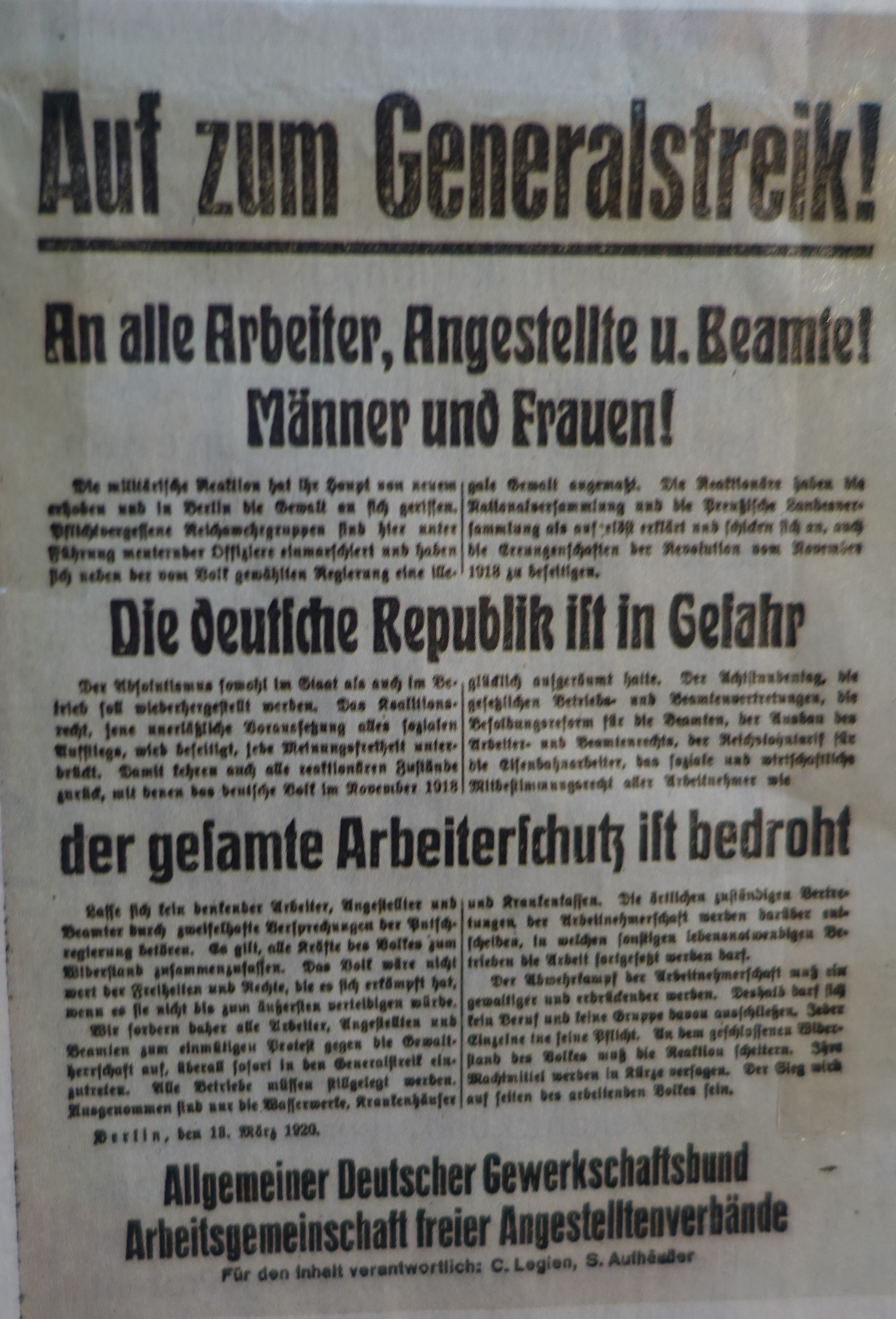
Aufruf der Gewerkschaften zum Generalstreik – Flugblatt vom 13. März 1920

Am Vormittag des 13. März wurde ein Aufruf des Pressechefs der Reichskanzlei, Ulrich Rauscher, zum Generalstreik im Namen des Reichspräsidenten und der SPD-Minister und -Fraktion verbreitet; dem schlossen sich am Nachmittag der Allgemeine Deutsche Gewerkschaftsbund (ADGB) und die Arbeitsgemeinschaft freier Angestelltengewerkschaften (AfA) an. Die Kommunistische Partei Deutschlands (KPD) sprach sich ebenfalls gegen den Putsch aus, forderte jedoch die Proletarier zunächst auf, mit der Teilnahme an Aktionen noch zu warten. Die SPD hingegen rief zum Generalstreik auf:

„Arbeiter! Genossen! Wir haben die Revolution nicht gemacht, um uns heute wieder einem blutigen Landsknechtsregime zu unterwerfen. Wir paktieren nicht mit den Baltikumsverbrechern! … Es geht um Alles! Darum sind die schärfsten Abwehrmittel geboten. … Legt die Arbeit nieder! Streikt! Schneidet dieser reaktionären Clique die Luft ab! Kämpft mit jedem Mittel für die Erhaltung der Republik! Lasst allen Zwist beiseite. Es gibt nur ein Mittel gegen die Diktatur Wilhelms II: Lahmlegung jedes Wirtschaftslebens! Keine Hand darf sich mehr rühren! Kein Proletarier darf der Militärdiktatur helfen! Generalstreik auf der ganze Linie! Proletarier, vereinigt euch! Nieder mit der Gegenrevolution!“

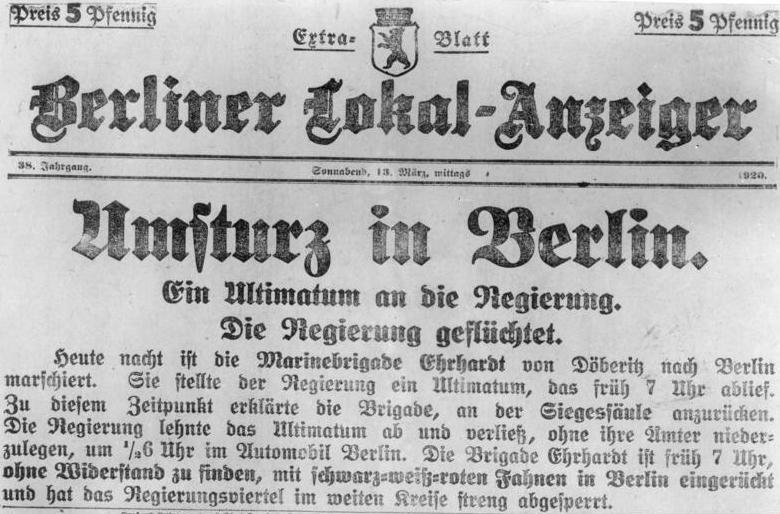
Extrablatt-Schlagzeile des Berliner Lokal-Anzeiger vom Mittag des 13. März

Die Mitglieder der DNVP solidarisierten sich mit den Putschisten und unterstützten zum Teil aktiv den Umsturzversuch. Auch Teile der DVP sympathisierten mit den Putschisten. Die Parteiführung unter Gustav Stresemann fasste den Beschluss, den Putsch nicht zu verurteilen, gleichwohl stellte sie in ihrer Erklärung vom 13. März die Forderung nach einer baldigen Überleitung zu geordneten Verhältnissen auf.
Nach einem Treffen mit Vertretern von USPD und SPD in Elberfeld korrigierte die KPD am 14. März ihre Haltung vom Vortag und rief zur Beteiligung am Generalstreik auf. Einzelne Bezirke der Partei beteiligten sich zu der Zeit bereits am Streik. Es entstand im Ruhrgebiet der Ruhraufstand, der sich als Rote Ruhrarmee zu einer bewaffneten Formation mit 50.000 bis 120.000 Mann entwickelte und, wie auch die gleichzeitigen Bewegungen in Thüringen und Sachsen, durch die USPD in eine zweite Revolution übergeleitet werden sollte.
In Berlin kam es nicht nur zu bewaffneten Auseinandersetzungen zwischen Putschtruppen und Trupps von Arbeitern, sondern auch zu einem kurzen Wiederaufleben der Rätebewegung. Ab dem 17. März wurde eine Neuwahl der Berliner Räte in den Betrieben organisiert, am 23. März traten dann rund 1.000 Delegierte zur Generalversammlung zusammen. Sie gehörten mehrheitlich der USPD und KPD an, es gab aber auch Vertreter der SPD. Sie stimmten gegen eine Fortsetzung des Generalstreiks, auch, weil die Gewerkschaften das bereits beschlossen hatten. Später drohte die Generalversammlung noch mehrfach mit einer Wiederaufnahme des Streiks. Damit sollte der Vormarsch der Regierungstruppen im Ruhrgebiet gestoppt werden.
Es gelang den Kapp-Putschisten in den folgenden Tagen nicht, sich an der Macht zu halten. Sie fanden nicht ausreichend Unterstützung und stießen in der Berliner Ministerialverwaltung auf Widerstand. Theodor Lewald, der dienstälteste Unterstaatssekretär (zumal des Innenministeriums) stellte fest, dass es im Gegensatz zu 1918 keine neue Rechtslage gebe, und verweigerte so die Auszahlung des Soldes an die Putschisten, so dass diese auch finanziell ausgezehrt wurden. So unterstützte der Deutsche Beamtenbund ab dem 15. März den Streik. Zudem fehlte es den Militärs an Einigkeit über ihre eigentlichen Ziele. Die überstürzte Natur des Putsches wird auch daran deutlich, dass die Putschisten keine Ministerlisten vorbereitet hatten.
Unvorbereitet und improvisiert war auch die Kommunikation mit Presse und Bevölkerung sowie die Handhabung von Zeitungsverboten und Zensur. Den Journalisten der Berliner Pressekonferenz standen täglich wechselnde Pressechefs (Sprecher) gegenüber: Kapitänleutnant a. D. Otto Lensch, Paul Bredereck, Gottfried Traub, Hans Humann, Walter Harnisch. Für Presse- und Propagandaaufgaben arbeiteten mit unklaren Aufgaben zugleich Alexander de la Croix, Karl Schnitzler und Friedrich Grabowski, Heino von Heimburg, Friedrich Karmann, Oberleutnant Franz von Knobelsdorff, als Zensor und Betreuer der Auslandspresse Ignatz Trebitsch-Lincoln. Die chaotischen Abläufe in der Vereinigten Presseabteilung der Reichsregierung während des Putsches dokumentierte noch 1920 der dortige Beamte Karl Brammer.
Einen großen Anteil am Misslingen des Putsches hatte jedoch zweifelsohne der Generalstreik – der größte in der deutschen Geschichte. Dieser Generalstreik erfasste am Sonntag, dem 14. März, bereits vollständig Berlin und breitete sich am Montag über die ganze Republik aus. Es gab keinen Eisenbahnverkehr, in den Städten keine Straßenbahnen und Busse, keine Post, keine Telefonvermittlung, keine Zeitungen, alle Fabriken und alle Behörden waren geschlossen. In Berlin gab es nicht einmal mehr Wasser, Gas oder elektrisches Licht. Dieser Generalstreik führte zur völligen Lahmlegung der öffentlichen Versorgung und führte den Putschisten schnell die Aussichtslosigkeit ihres Unterfangens vor Augen. Er nahm ihnen jede Möglichkeit zu regieren.
Die Unternehmer begegneten dem Kapp-Putsch zunächst in abwartender Neutralität. Die Industrieverbände verwarfen den Putsch erst als sich sein Scheitern abzeichnete.
Am 17. März schließlich floh Kapp nach Schweden. Von Lüttwitz übernahm nun als Militärdiktator die Regierung und wollte als solcher gegen die Aufstände vorgehen. Jedoch kam es bereits am selben Tag zu Verhandlungen im Berliner Justizministerium, bei denen die Parteienvertreter unter Justizminister Eugen Schiffer Lüttwitz die Erfüllung einiger Forderungen als Gegenleistung für die unblutige Beendigung des Putsches anboten. Zudem stellten sie ihren Einsatz für eine Amnestie in Aussicht. Sie handelten dabei ohne Rückendeckung der Reichsregierung in Stuttgart, die Verhandlungen stets abgelehnt hatte. Da Lüttwitz auch den Rückhalt in der Reichswehr weitgehend verloren hatte, willigte er in die Bedingungen ein und trat zurück. Die Vereinbarung wurde am selben Tag in einer Pressemitteilung verbreitet. Der Putschversuch war nach fünf Tagen beendet. Lüttwitz verließ, begleitet von Erich Ludendorff, den die Putschisten mehrfach zur Beratung eingeladen hatten, die Reichskanzlei.

## Folgen
Weil die Lüttwitz-Regierung die Brigade Ehrhardt nach der Flucht Kapps gegen die weiter streikenden Arbeiter zu Hilfe rief, konnte sie noch eine Zeit lang weiter bestehen. Die ebenfalls eingesetzte schwer bewaffnete Sicherheitspolizei (Sipo) setzte Bomben aus Flugzeugen und schwere Maschinengewehre gegen Streikende bzw. Aufständische ein.
Die den Generalstreik unterstützenden Gewerkschaften einigten sich am 18. März auf ein gemeinsames Neun-Punkte-Programm mit weitgehenden Forderungen, darunter die Sozialisierung von Betrieben und Enteignung von Großagrariern, zudem eine Regierungsumbildung. Andernfalls wollten sie den Streik fortsetzen. Nach Verhandlungen mit den Regierungsparteien kam es am 20. März zu einem Kompromiss: Wesentliche Forderungen des Neun-Punkte-Programms wurden in abgeschwächter Form akzeptiert. Doch auf Druck der USPD kam es zu weiteren Verhandlungen und zu weiteren Zugeständnissen auf militär- und sicherheitspolitischem Gebiet. Danach wurde die Arbeit am 23. März wieder aufgenommen.
Am 26. März trat das Kabinett Bauer zurück, und eine neue Regierung unter Hermann Müller (SPD) wurde gebildet (Kabinett Müller I). Eine Beteiligung der Gewerkschaften an der Regierung kam nicht zustande, so hatte der ADGB-Vorsitzende Carl Legien das ihm von Ebert angebotene Amt des Reichskanzlers abgelehnt. Der neue Reichskanzler Müller ernannte Hans von Seeckt zum neuen Chef der Heeresleitung, nachdem General Reinhardt aus Solidarität mit dem nicht mehr haltbaren und wegen „Begünstigung der Konterrevolution“ zum Rücktritt gezwungenen Reichswehrminister Noske ebenfalls zurückgetreten war.
In Ostpreußen hatten sich alle höheren Verwaltungsbeamten mit Ausnahme des Königsberger Oberbürgermeisters Hans Lohmeyer dem Unternehmen von Kapp angeschlossen. Nach dessen Scheitern entließ die Staatsregierung den Oberpräsidenten August Winnig, drei Regierungspräsidenten und die meisten Landräte. Nicht entlassen wurden Oberbürgermeister Lohmeyer, der Regierungspräsident Matthias von Oppen (Allenstein) und die Landräte Heinrich von Gottberg (Bartenstein), Dodo Frhr. zu Innhausen und Knyphausen (Rastenburg), Herbert Neumann (Pr. Eylau) und Werner Frhr. v. Mirbach (Neidenburg).
In der Reichstagswahl am 6. Juni 1920 verlor die Weimarer Koalition aus SPD, Zentrum und DDP ihre absolute Mehrheit. Mit dem Kabinett Fehrenbach wurde eine bürgerliche Minderheitsregierung gebildet. Als Gewinner gingen aus der Wahl sowohl die USPD als auch die DNVP und die DVP hervor. Die am 2. August 1920 verabschiedete Amnestie stellte alle Putschteilnehmer mit Ausnahme der „Urheber“ und „Führer“ straffrei, sofern sie nicht aus „Rohheit“ oder „Eigennutz“ gehandelt hatten. Gleiche Bestimmungen galten für die linken Aufständischen. In der Reichswehr wurden nach Militärgerichtsverfahren 48 Offiziere ihres Amtes enthoben, die meisten Verfahren wurden eingestellt oder endeten mit einem Freispruch.
Viele führende Beteiligte des Putsches setzten sich in die – infolge der dortigen Regierungsübernahme Gustav von Kahrs am 16. März gebildete – konservative „Ordnungszelle“ Bayern ab, wo sie sich in rechtsgerichteten Organisationen und Wehrverbänden engagierten. Der frühere Kommandeur der Brigade Ehrhardt gründete in München als Quasi-Nachfolgeorganisation die Organisation Consul, die in der Folgezeit für zahlreiche Fememorde an republikanischen Politikern verantwortlich war.
Am 21. Dezember 1921 verurteilte das Reichsgericht Traugott von Jagow zur Mindeststrafe von fünf Jahren Festungshaft (die mildeste und ehrenhafteste Form des Freiheitsentzuges bei Vergehen und Verbrechen). In diesem Urteil hieß es einerseits sinngemäß, dass § 81 Abs. I Nr. 2 StGB (Hochverrat) die jeweils gültige Verfassung des Deutschen Reichs und damit auch die neue Weimarer Verfassung schützen solle. Auf der anderen Seite hieß es: „Bei der Strafzumessung sind dem Angeklagten Traugott von Jagow, der unter dem Bann selbstloser Vaterlandsliebe und eines verführerischen Augenblicks dem Rufe von Kapp gefolgt ist, mildernde Umstände zugebilligt worden.“
Das Verfahren gegen zwei Mitangeklagte wurde am gleichen Tag eingestellt. Diese drei Verfahren waren die einzigen Strafverfahren gegen die Putschisten. Zwar stellte sich Kapp nach seiner Flucht im April 1922 todkrank dem Reichsgericht, jedoch verstarb er vor seinem Prozess am 12. Juni 1922 in Untersuchungshaft.

## Gedenken

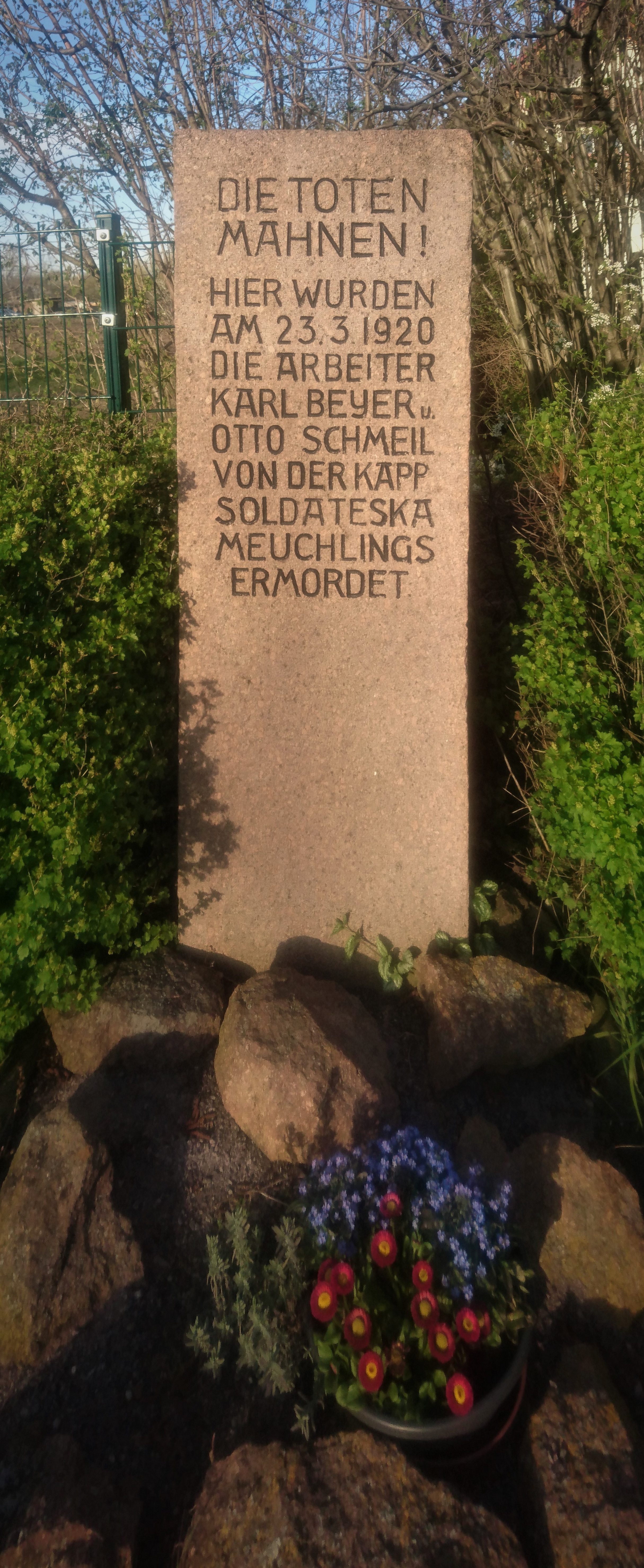
Gedenkstele in Halle-Lettin

Für die bei den Kämpfen an zahlreichen Orten im Deutschen Reich ums Leben gekommenen Aufständischen, Soldaten, Polizisten und Zivilisten, die die Republik verteidigt hatten, wurden bereits in den ersten Jahren danach Gedenkorte und Denkmale eingerichtet. Eine umfangreiche Auswahl:
- Denkmal der Märzgefallenen von Walter Gropius, errichtet am 1. Mai 1922 auf dem Historischen Friedhof in Weimar für eine Arbeiterin und acht Arbeiter
- Gedenktafel im Steinbruch des Galgenberges in Halle (Saale) für die Toten der dort erfolgten Kämpfe
- Gedenkstele am Eingang zum Ortsteil Halle-Lettin, im Ortsteil Lettin sind zwei Straßen nach den Opfern benannt
- Stadtfriedhof Stöcken in Hannover-Stöcken Abteilung 64 A: 1–8 und 13 (Gräber für 14 Opfer des Welfenputsches, der in Hannover parallel zum Kapp-Putsch stattfand)[17]
- Ehrenmal auf dem Südfriedhof in Gera, gestaltet 1921 von Selmar Werner (Gräber für 14 der 15 in Gera gefallenen Arbeiter); außerdem Gedenktafel am Geraer Rathaus
- Gedenktafel am  Rathaus Schöneberg am Berliner Richard-von-Weizsäcker-Platz für die Opfer des Putsches
- Gedenkstein für die Opfer des Kapp-Putsches in Berlin-Köpenick am S-Bahnhof Grünau
- Gedenkstein für Alexander Futran auf dem Futran-Platz in der Köpenicker Altstadt in Berlin
- Gedenkstein für die Opfer des Köpenicker Blutsonntages am 21. März 1920 auf dem Futran-Platz in Köpenick in Berlin
- Inschrift am Rathausportal in Suhl (Im grünen Wald die rote Stadt, die ein zerschossen’ Rathaus hatt’). Der Maler Franz Reiß schuf zu dem Thema das Gemälde Kapp-Putsch.[18]

- Gedenkstein zur Niederschlagung des Kapp-Putsches (Einstellung der Kampfhandlungen) in Zickra (Ortsteil von Berga-Wünschendorf)
- Gedenktafel am Spremberger Turm in Cottbus
- Gedenktafel in Marburg, die von der Stadt und der Universität an der Alten Universität angebracht wurde, um an die Ermordung von 15 Arbeitern am 25. März 1920 durch ein studentisches Freicorps aus Marburg zu erinnern, das sich größtenteils aus Verbindungsstudenten zusammensetzte.
- Gedenktafel für die Opfer im Harburger Blutsonntag an der Schule Woellmerstraße in Hamburg-Heimfeld, der damaligen Stadt Harburg (Elbe) (siehe auch: Rudolf Berthold)
- Gedenktafel, die an die bewaffneten Kämpfe in Riesa erinnert (Dr.-Külz-Straße)
- Gedenkstätte, die an die Tötung von fünf unbewaffneten Bürgern in Eisenach erinnert (Frankfurter Straße)
- Grabstätte der Schöneberger Opfer des Kapp-Putsches auf dem Friedhof Eythstraße in Berlin-Schöneberg (Gräber für drei Opfer ohne Angehörige)
- Gedenkstein auf dem Neuen Friedhof in Senftenberg
- Gedenktafel in Bad Kösen am Ort von Erschießungen
- Gedenkstein für die von Kapp-Putschisten umgebrachten Arbeiter Karl Behrend, Max Hagen, Bernhard Birkhahn, Erwin Haack und Ernst Wulff in Greifswald
- Gedenkstädte Zella-Mehlis, ehemaliger Friedhof Stadtteil Mehlis

Ehrengräber und Gedenktafeln im Ruhrgebiet/Rheinisch-Westfälischen Industriegebiet:
- Ehrengrab, Friedhof Wiescherstraße in Herne[19]
- Gedenkstein für die Opfer in Bochum-Laer (ehemaliger Friedhof, jetzt Park Dannenbaumstraße)
- Gedenkstein für die Opfer auf dem Friedhof in Bochum-Werne
- Gedenktafeln aus den 1930er und 1980er Jahren am Wasserturm Steeler Straße in Essen
- Gedenktafel auf dem Südwestfriedhof Essen[20]
- Ehrengrab und Gedenkstein für die Opfer in Haltern am See (im Waldgebiet Haard, südlich von Haltern)
- Ehrengrab auf dem Gelsenkirchener Südfriedhof
- Ehrengrab auf dem Westfriedhof in Oberhausen
- Ehrengrab auf dem Alten Friedhof Bottrop-Kirchhellen
- Mahnmal für die ermordeten Arbeiter der Roten Ruhrarmee in Dortmund auf dem Nordfriedhof
- Ehrengrab auf dem Friedhof in Dinslaken (Flurstraße)
- Gedenkstein auf einem Massengrab in der Haard, Hünxe-Bruckhausen[21]
- Ehrengrab auf dem Friedhof Duisburg-Walsum
- Ehrengrab mit Statue auf dem Rembergfriedhof in Hagen
- Gedenktafel am Bahnhof der Stadt Wetter (Ruhr) für die dort erfolgten Kämpfe[22]
- nachträglich eingerichtetes „Grab“ für die in Wetter getöteten Arbeiterkämpfer sowie eine Bürgerin auf dem Areal der bestatteten Freikorpskämpfer auf dem Friedhof Wetter
- Ehrengrab in Bommern
- Gedenktafel in Pelkum am Ort von Erschießungen
- Ehrengrab auf dem Friedhof Pelkum
- Ehrengrab auf dem Friedhof Wiescherhöfen
- Ehrengrab mit Statue auf dem Friedhof Bergkamen
- Gedenksteine für zwei Massengräber in der Haard bei Olfen-Eversum
- Gedenksteine und -tafel auf dem Ehrenfriedhof an der Königshöhe in Wuppertal-Elberfeld
- Ehrengrab mit Gedenktafel für 8 Getötete auf dem Stadtfriedhof St. Maximi in Merseburg

„Ehrung“ von Freicorpsangehörigen und weiteren Kämpfern für den Putsch.
- In der NS-Zeit errichteter Gedenkstein für Putschisten, die in Kämpfen mit Schleswiger Arbeitern ums Leben kamen, vor dem damals als Kaserne genutzten Schloss Gottorf (Schleswig-Holsteinisches Landesmuseum), Schleswig
- Ruhrkämpferehrenmal in Essen aus der NS-Zeit für 1918–20 getötete Freikorps-, Reichswehr- und Polizeiangehörige im Ruhrgebiet
- Ehrenmal und -grab für gefallene Polizisten, Südwest-Friedhof, Essen
- Ehrengrab für die Gefallenen des Freikorps Loewenfeld, Alter Friedhof Bottrop-Kirchhellen
- Benennung der Loewenfeldstraße, Bottrop-Kirchhellen

Ehrengräber und Gedenktafeln
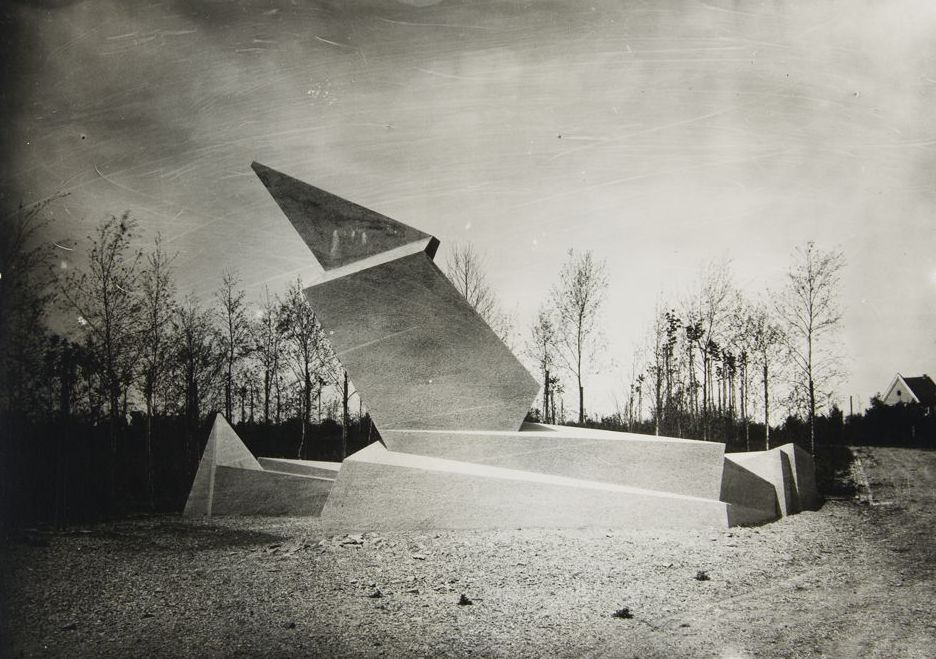
Denkmal der Märzgefallenen in Weimar, die Skulptur entwarf der Architekt Walter Gropius 1921
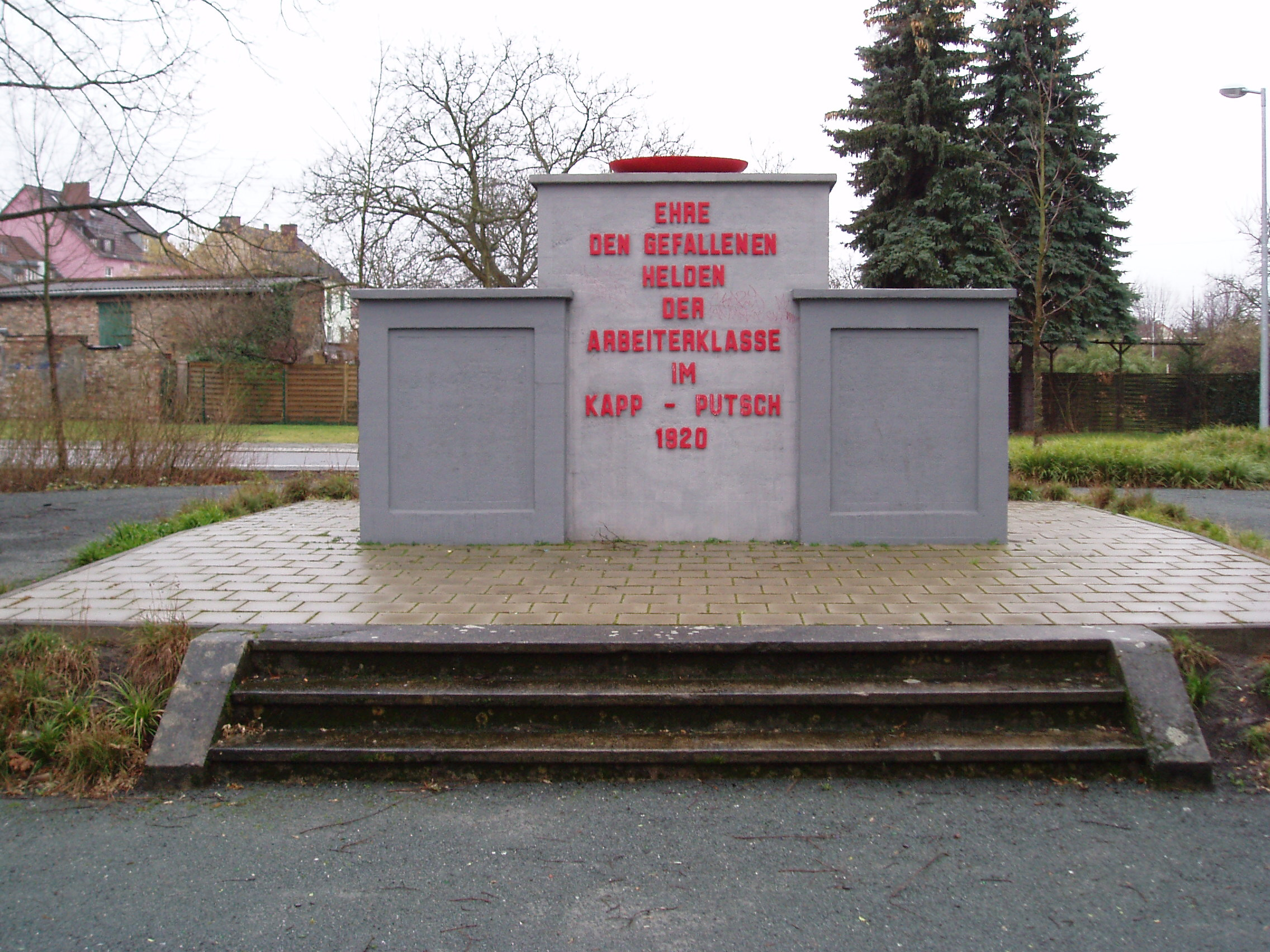
Denkmal für die in Hennigsdorf während des Kapp-Putsches gefallenen Arbeiter
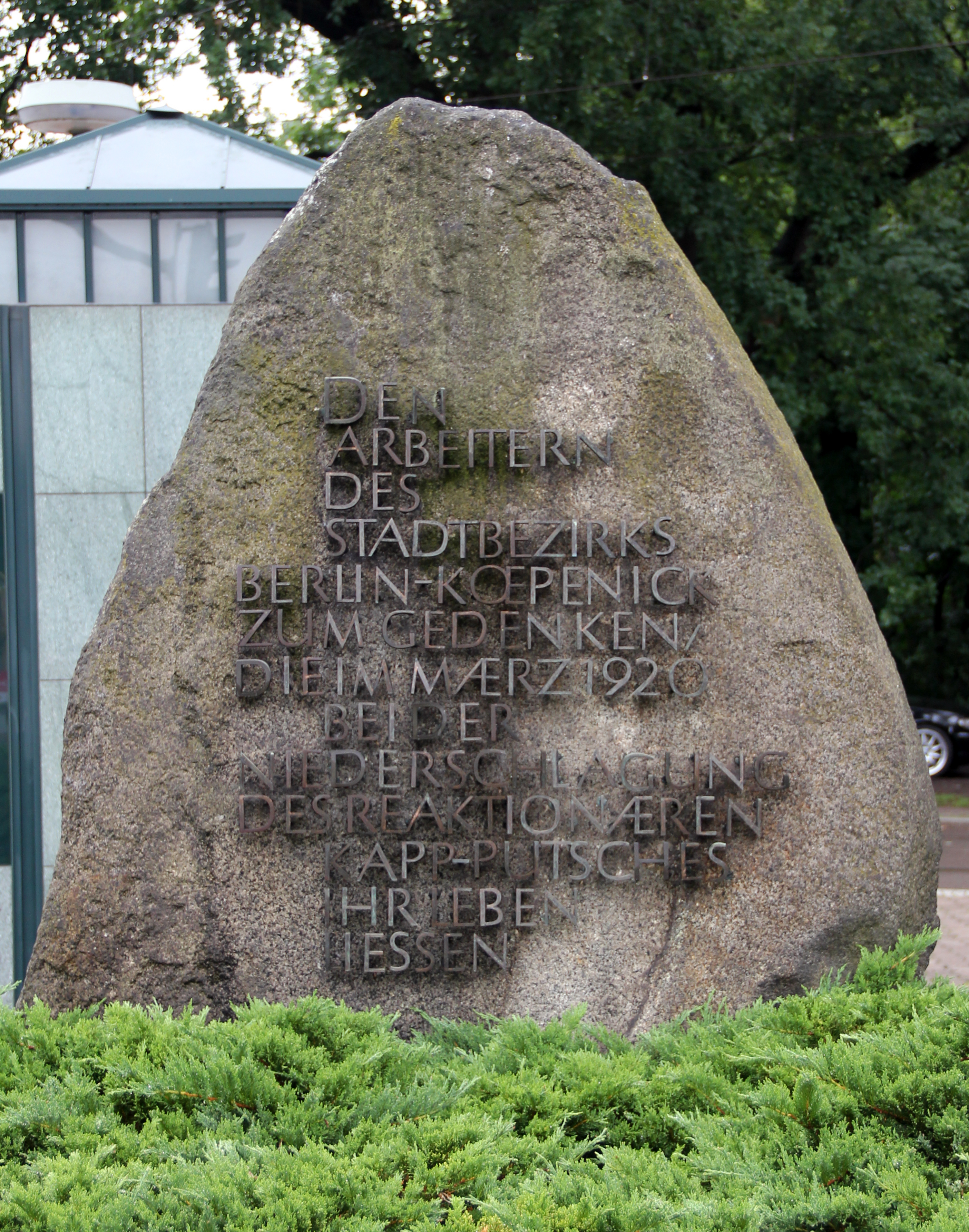
Gedenkstein für die im Berliner Bezirk Köpenick während des Kapp-Putsches gefallenen Arbeiter
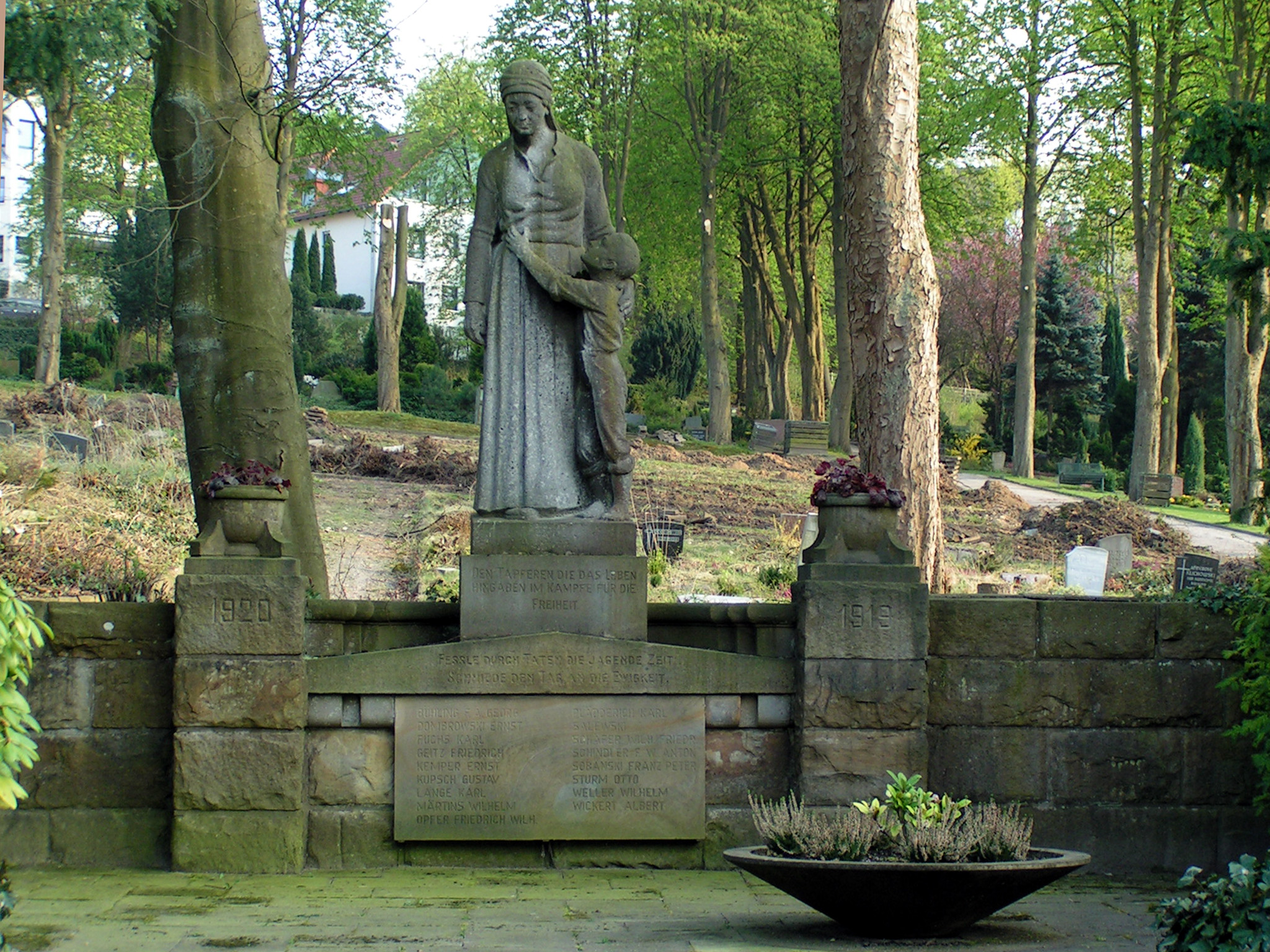
Ehrengrab mit Statue auf dem Hagener Remberg-Friedhof
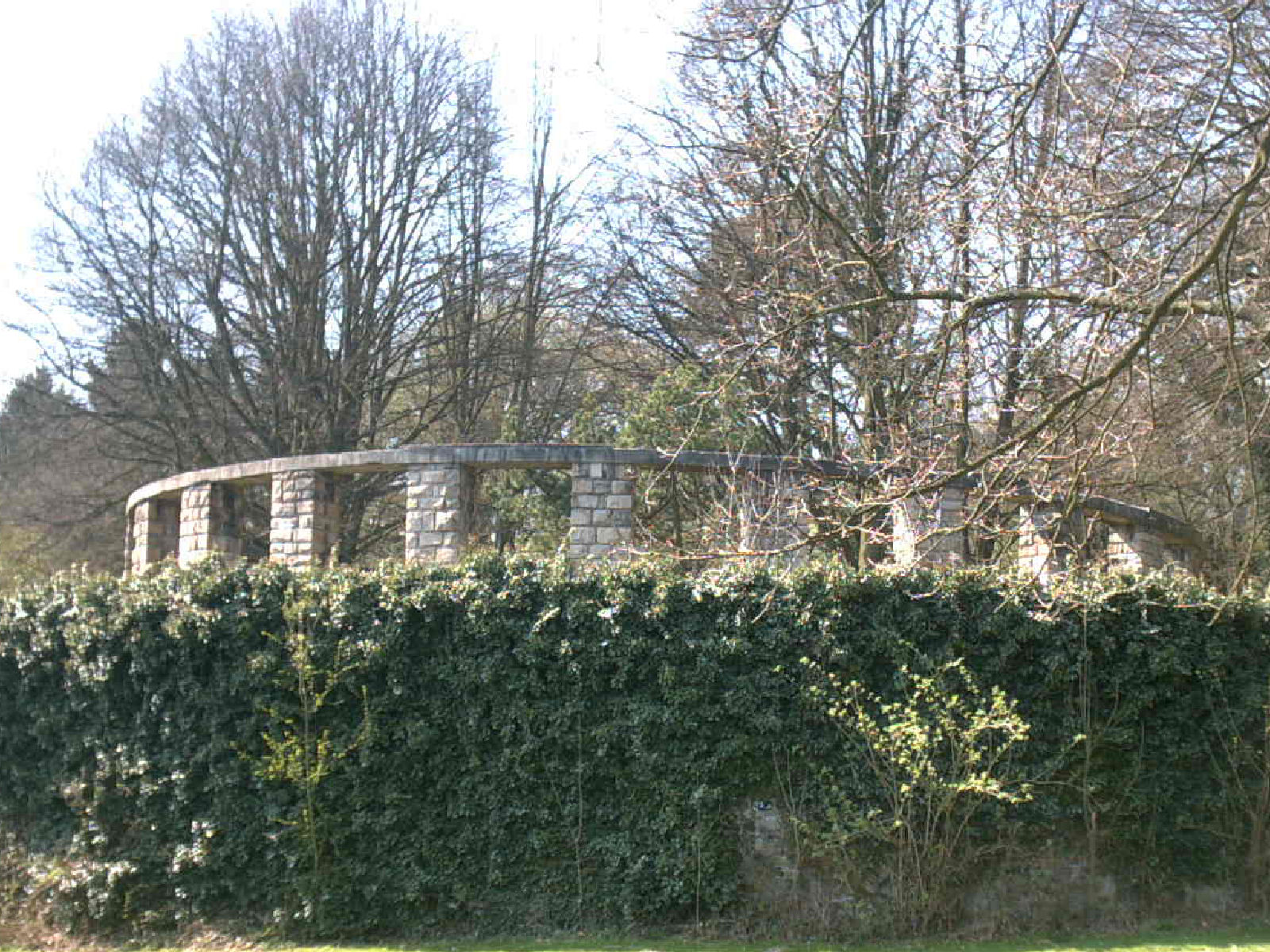
1934 eingeweihtes Ruhrkämpferehrenmal in Essen für gefallene Kämpfer gegen die Arbeiter im Ruhrgebiet
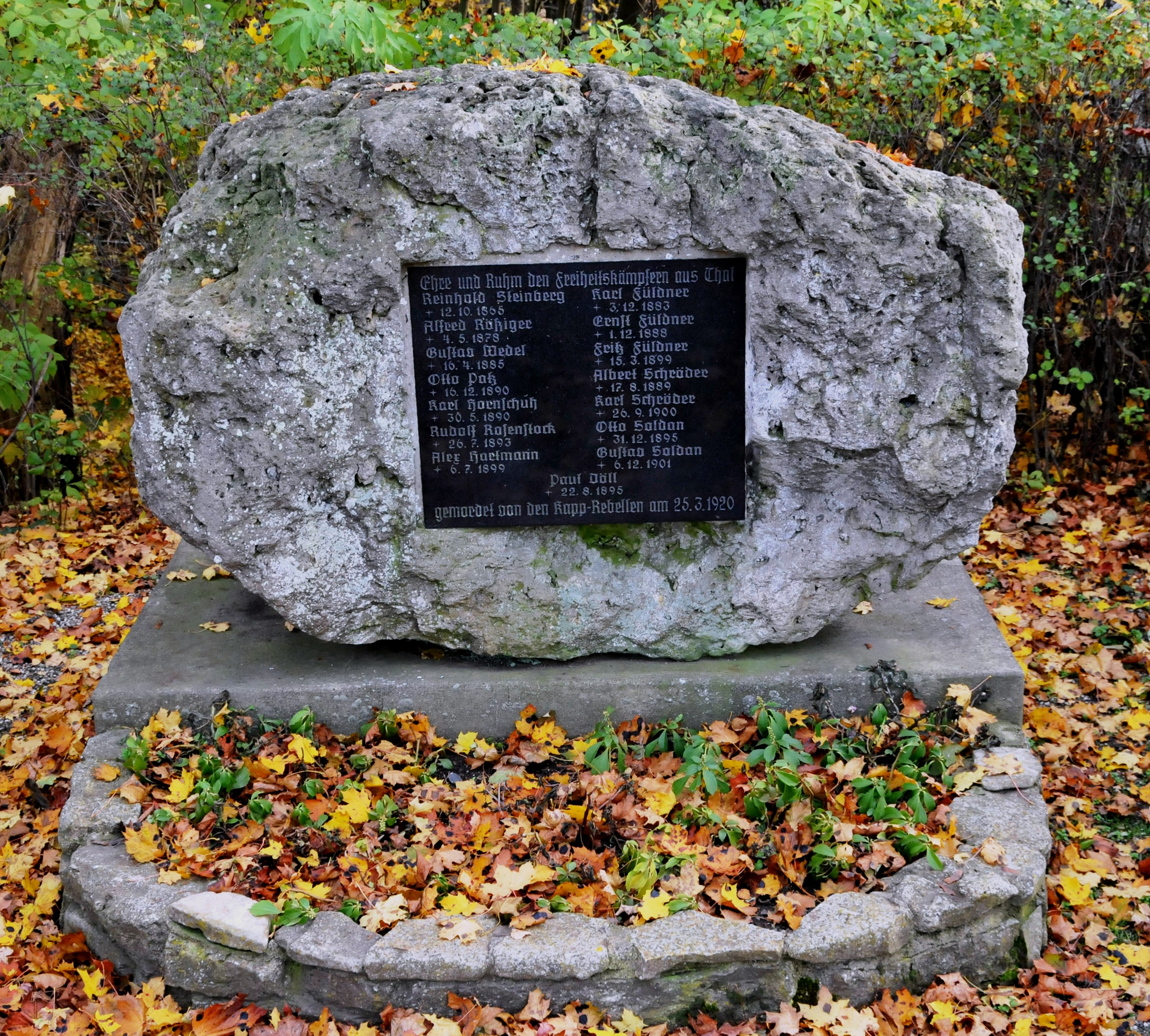
Gedenkstein für die Mordopfer von Mechterstädt in der Gothaer Straße in Mechterstädt
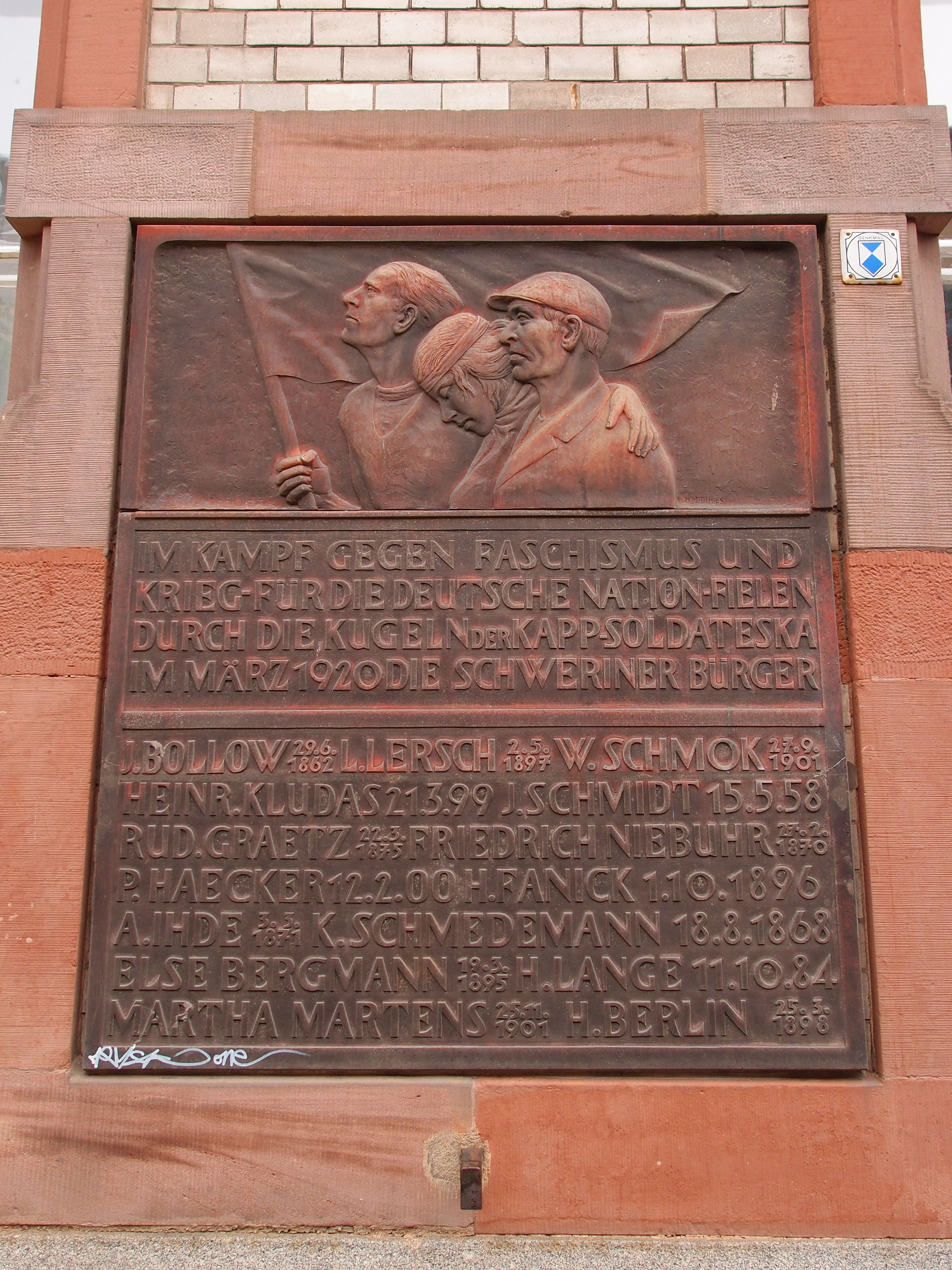
Gedenktafel an den Kapp-Putsch in Schwerin, Mecklenburger Straße 4–6
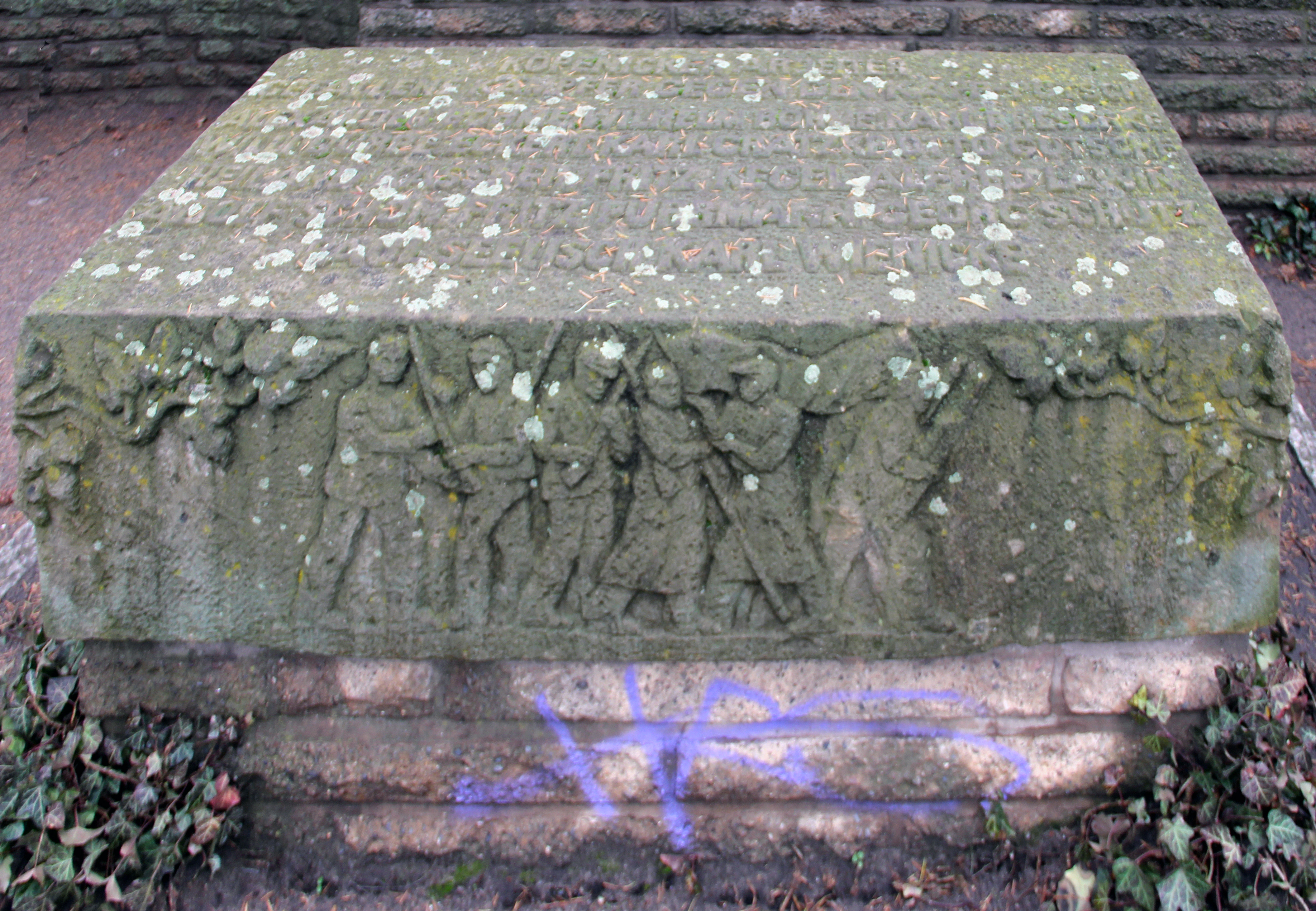
Gedenkstein für gefallene Arbeiter, Futranplatz, Berlin-Köpenick
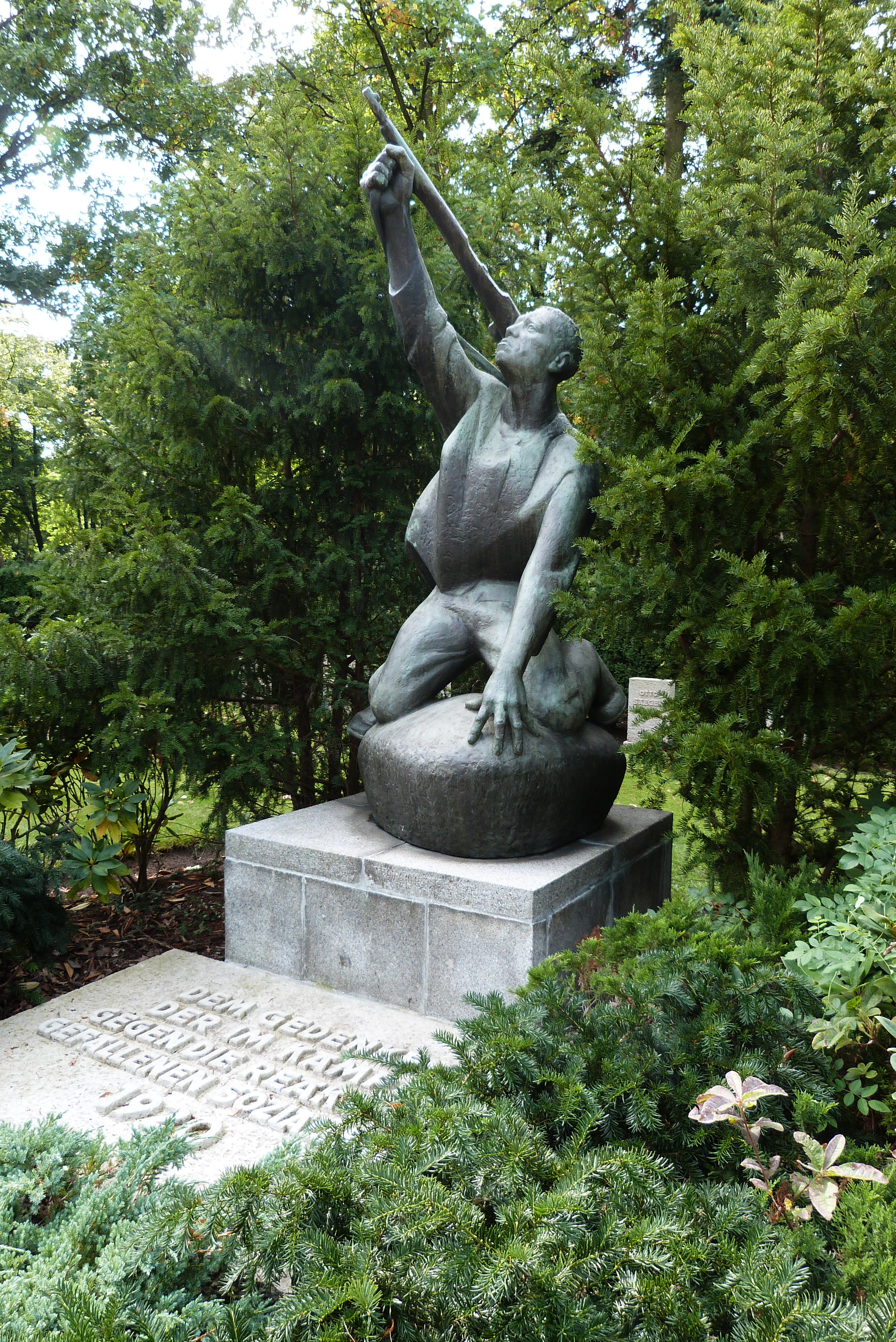
Denkmal für die Opfer des Kapp-Putsches auf dem Friedhof in Berlin-Adlershof

## Filmische Rezeption
Der Bayerische Rundfunk rekonstruierte im Jahr 2011 die Ereignisse rund um den Kapp-Putsch für das Dokudrama Konterrevolution – Der Kapp-Lüttwitz-Putsch 1920. Unter der Regie von Bernd Fischerauer spielten u. a. Hans Michael Rehberg (General v. Lüttwitz), Jürgen Tarrach (Friedrich Ebert) und Michael Rotschopf (Waldemar Pabst). Die Erstausstrahlung fand am 20. Mai 2011 im Programm BR-alpha statt.
Der Westdeutsche Rundfunk Köln, WDR sendete am 9. März 1986 den Film Augenzeugen berichten: Der Kapp-Lüttwitz-Putsch 1920 (ca. 45 min) von Claus-Ferdinand Siegfried; wissenschaftliche Beratung Werner Rahn.
Die folgenden Zeitzeugen sind im Film zu sehen und zu hören: Hans-Joachim von Stockhausen, Fähnrich; Siegfried Sorge, Leutnant zur See; Herbert Jantzon, Leutnant; Albert Witte, Mitglied der Sozialistischen Arbeiterjugend in Kiel; Axel Eggebrecht, damaliger Student; Max Kutzko, MG-Schütze in Kiel; Ernst Bästlein, Metallarbeiter; Paul Debes, Matrose; Karl Marquardt, Schreinerlehrling; Axel von Bleßingh, Seekadett; Hans Möller, Fähnrich; Franz Rubisch, Bergarbeiterkind; Heinrich Köster, Bergarbeiter.